# Бертильон, Альфонс
Альфонс Бертильо́н (22 апреля 1853 — 13 февраля 1914) — французский юрист, изобретатель системы бертильонажа — системы идентификации преступников по их антропометрическим данным.

## Биография и вклад в криминалистику
Сын уважаемого врача, статистика и вице-президента Антропологического общества Парижа доктора Луи Адольфа Бертильона, а также внук естествоиспытателя и статистика-демографа Ашиля Гийяра.
Бертильон в школе не блистал, однако сумел сделать многое для развития криминалистики.
Он создал систему словесного портрета, описания внешности преступника, которая используется и в наши дни. Он создал так называемый бертильонаж. Это система, которая имела большое значение в расследовании преступлений, когда ещё не было дактилоскопии, когда ещё криминалисты не имели возможности искать преступников по отпечаткам пальцев.
Работал писарем Первого бюро полицейской префектуры Парижа. Его задачей было заполнение карточек описания личности преступников. В них то и дело повторялось: «высокого», «низкого», «среднего» роста, «лицо обычное», «никаких особых примет». Все эти описания подходили к тысячам людей. Поскольку Бертильон видел бессмысленность и бесполезность своей работы, а вырос он в семье, где с детства слышал имена Чарльза Дарвина, Луи Пастера и других учёных, то задумался, целесообразно ли тратить время, деньги и усилия людей на такое абсолютно ненадёжное и неэффективное установление тождества преступников. В качестве альтернативы он решил использовать возможности антропометрии.
Процесс создания антропометрического метода занял у Бертильона месяцы. Он сравнивал фотографии преступников, форму их ушей и носов; с разрешения начальства взялся подробно обмерять арестованных, что вызывало лишь смех его коллег. Измеряя рост, длину и объём головы, длину рук, пальцев, стоп, он убедился, что размеры отдельных частей разных лиц могут совпадать, но размеры четырёх, пяти частей тела одновременно не бывают одинаковыми.
Это и было основой метода. Теперь надо было решить вопрос с систематизацией картотеки. В своих докладах, подаваемых руководству, Бертильон говорил, что надо разделить, например, 90 000 различных карточек так, что любую из них можно будет легко найти. Если на первом месте в картотеке обозначена длина головы и эти данные подразделены на большие, средние и мелкие, то в каждой группе будет по 30 000 карточек. Если на втором месте в картотеке обозначена ширина головы, то согласно тому же методу, будет уже девять групп по 10 000 карточек. При учёте одиннадцати данных в картотечном ящике окажется от трёх до двенадцати карточек.
Руководство не поддержало Бертильона с его идеей. Лишь благодаря ходатайствам его отца, человека известного и уважаемого, ему разрешено было заниматься замерами арестованных и вести картотеку. Дали ему в помощь двух писарей, плохо понимающих смысл работы, пытающихся уклониться от мрачной и упорной педантичности, с которой Бертильон контролировал их.
Первый результат пришёл почти через четыре года со времени появления идеи, всего за несколько дней до конца испытательного срока, установленного Бертильону его руководством. 20 февраля 1883 года он делал замеры заключённого, который назвался Дюпоном. По своей системе нашёл карточку с аналогичными размерами, которая принадлежала человеку с фамилией Мартен, арестовывавшемуся несколько месяцев назад. 21 февраля парижские газеты опубликовали первые статьи по делу Дюпона (Мартена) и сообщения о новой системе идентификации Бертильона.
В течение следующих трёх месяцев Бертильон идентифицировал ещё 6, в августе и сентябре — 15 и до конца года — 26 заключённых, при опознании которых старые методы отказали. К тому времени число карточек регистратуры достигло 7336. Ни разу размеры регистрируемых не повторились. За 1884 год он идентифицировал 300 человек.
Метод стал реально работать, его взяли на вооружение во многих странах. Именно Бертильон является изобретателем и создателем картотечных систем регистрации людей по каким-либо физиологическим их признакам с целью и возможностью использования этих картотек для опознания, для установления личности. Успехи изобретённого им антропометрического метода подталкивали первых энтузиастов-исследователей дактилоскопии к созданию системы такой регистрации, которая позволяла бы только при наличии лишь отпечатков пальцев рук находить в больших массивах дактилоскопических карт ту, единственную, которая являлась бы «родной» для дактилокарты, являющейся «запросной». Дактилоскопия, имея гораздо более надёжную систему регистрации, и положила конец антропометрическому методу Бертильона.
Бертильон в своё время предложил особую систему фотографирования — сигналетическую съёмку. Как раз в это время появилась фотография. Данные фотографии использовались как дополнительные сведения к описанию внешности. Съёмка велась анфас, в профиль и в три четверти оборота. Исследователь использовал специальный стул, в котором середина была выпуклой полоской, чтобы сидевший на ней человек не смог двигаться, и чтобы голову можно было держать на одном уровне.

## Роль в деле Дрейфуса
В 1894 году Бертильон выступил в качестве судебного эксперта по делу Дрейфуса. Как специалист-почерковед Бертильон дал на суде показания, которые легли в основу обвинительного приговора Дрейфусу. Но в заключении почерковедческой экспертизы была допущена ошибка, которую Бертильон отказывался признать вплоть до своей смерти в 1914 году.

## Избранная библиография
- «Ethnographie moderne» (Париж, 1883);
- «L’anthropométrie judiciaire à Paris en 1889» (Лион, 1890);
- «La photographie judiciaire» (Париж, 1890);
- «De la reconstruction du signalement anthropométrique au moyen de vêtement» (Лион, 1892);
- «Identification anthropométrique. Instructions signalétiques» (Париж, 1893 год)[8].

## Известные литературные упоминания
- В повести «Собака Баскервилей» А. Конан Дойля доктор Мортимер рискнул присвоить Холмсу не первую, а вторую строчку в криминологической табели о рангах, сообщив ему в разговоре, что «труды Бертильона внушают большее уважение людям с научным складом мышления». Также в рассказе «Морской договор» из цикла «Записки о Шерлоке Холмсе» сам Холмс во время одной из поездок с доктором «завел разговор о бертильоновской системе измерений и бурно восхищался этим французским ученым».
- В рассказе Бориса Виана «Золотое сердце» (сборник «Волк-оборотень[фр.]»): «В шесть лет люди обычно не скучают в квартире, где есть стёкла для разбивания, занавески для поджигания, ковры для чернилозаливания и стены, которые можно разукрасить отпечатками пальцев всех цветов радуги, оригинально применив систему Бертильона к так называемым „безвредным“ акварельным краскам».
- Инспектор Друэ в романе Агаты Кристи «Подвиги Геракла» из цикла об Эркюле Пуаро намеревался воспользоваться описанием убийцы, сделанным по системе Бертильона.
- В детском романе-сказке Николая Носова «Незнайка на Луне» во время оформления задержанного Незнайки полицейский Мигль описывает метод опознания преступников лунной полицией как упрощенную систему бертильонажа (идентификация производится лишь по трём параметрам: росту, окружности головы и длине носа, в результате чего сам Незнайка ошибочно оказывается идентифицирован как знаменитый бандит Красавчик).
- В романе Б. Акунина «Левиафан» инспектор Гош рассказывает Эрасту Фандорину о принципах действия системы бертильонажа. Действие романа происходит в 1878 году, то есть за несколько лет до официального признания этой системы французской криминальной полицией.
- В рассказе О. Генри «Кафедра филантроматематики» Энди Таккер упоминает систему в разговоре с Джеффом Питерсом, заявляя, что не желает он… преподавать… Ветхий Завет по системе Бертильона.

## Образ в кино
В фильме 2019 года «Офицер и шпион» о деле Дрейфуса Бертильон является персонажем второго плана, его роль играет Матьё Амальрик.
Третья серия чешского сериала «Приключения криминалистики», снятого режиссёром Антонином Москаликом в 1989—1993 гг., полностью посвящена Альфонсу Бертильону и его методике.
В сериале “Парижская полиция 1900” (2001) Бертильон встречается в первой серии первого сезона.